# Seznam ruskih šahovskih velemojstrov
Seznam ruskih šahovskih velemojstrov

## A
- Aleksander Aleksandrovič Aljehin

## K
- Anatolij Karpov
- Gari Kasparov
- Aleksandra Kostenjuk
- Vladimir Kramnik
- Ala Kušnir

## N
- Jan Nepomnjašči